# Двенадцать этических принципов Бахаи
В 1912 году Абдул-Баха в своих Парижских беседах особенно выделил двенадцать этических принципов в учениях Бахауллы. Благодаря этим центральным принципам Бахаи, на Западе эта религия долгое время воспринималась в первую очередь как гуманитарное движение за мир. Лишь в последние годы спиритуальное и философское учение Бахауллы, например, о сущности человеческой души и о жизни после смерти, тоже стало объектом интереса. Так называемые двенадцать этических принципов Бахаи не являются дословно зафиксированными заповедями и были по-разному сформулированы Бахауллой в разное время. Последующее перечисление соответствует наиболее распространенной версии, с краткими пояснениями.
1. Все человечество является единым целым. При этом единство и разнообразие для Бахаи не являются противоречием. Культурное разнообразие приветствуется и поощряется; в то же время человечество является единым целым, так как все люди (и религии) были созданы одним Богом. Бахаулла сформулировал это так: «Вся земля — одна страна, а все люди — её граждане».
2. Все люди должны познавать правду самостоятельно. Вера человека зависит лишь от него самого. Поэтому не существует клеруса, который являлся бы носителем веры. Верующие должны сами читать и интерпретировать священные писания. Такое понимание человеческой природы способствует самостоятельному мышлению и самоопределению. В общинах Южной Америки, Африки и Индии были инициированы многочисленные программы повышения грамотности, особенно для девушек.
3. У всех религий одна общая основа. Бахаи считают, что есть лишь один Бог, вокруг которого сложились разные религии. Все религии обнаруживают черты конкретных эпох, а также вечные (вневременные) черты. В то время, как социальные правила различаются, будучи обусловлены историческим отрезком конкретной культуры, мистическая суть всех религий остается неизменной, даже если в разных религиозных учениях она по-разному формулируется.
4. Религия должна быть основой единства и понимания людей. Религия, которая приводит к разногласиям или даже к насилию между людьми — это религия, употребленная во зло. Абдул-Баха говорил, что если религия приводит к раздору между людьми, то лучше от неё отказаться.
5. Религия не должна противоречить науке и разуму. Бахаи считают, что религия объясняет связи, затрагивающие области, недоступные науке. Поэтому религия и наука должны друг друга дополнять, вместо того чтобы друг другу противоречить. Религия без науки приводит к суеверию. Наука без религии — к материализму. И от того, и от другого исходит вред.
6. У мужчин и у женщин одинаковые права. Бахаи считают, что с откровением Бахауллы человечество вступило в новую эру, в которой «насилие теряет всякое оправдание» и «мужские и женские элементы культуры будут гармонировать друг с другом». Это новое время будет определяться не столько мужским, сколько женским началом — например, интуицией и заботой. Женщины в Бахайских общинах с самого начала имели активное и пассивное избирательное право; благодаря этому, во многих общинах они играют не менее важную роль в принятии решений, чем мужчины.
7. От предрассудков любого рода следует избавляться. В первую очередь имеются в виду расовые и религиозные предрассудки. Например, у Бахаи не существует представления о том, что те, у кого «истинная вера», будут спасены — потому что не существует истинной веры, как и разделения людей на «верующих» и «неверующих».
8. Нужно стремиться к миру во всём мире. «Мир во всём мире» при этом не является идеализированным представлением о конце света, а требует вполне практического человеческого труда здесь и сейчас. Для этого нужно стремиться к миру между религиями и признанию равенства всех людей, независимо от расы и социального класса. Первые шаги на этом пути — разоружение и создание сообщества народов.
9. И мужчины, и женщины должны получать многостороннее духовное и нравственное образование и воспитание. Имеется в виду не только воспитание в семье, а обязательное школьное образование. Если средств на всех детей не хватает, предпочтение отдается девочкам как «главным воспитательницам следующего поколения».
10. Следует решить социальный вопрос. Это высказывание Абдул-Баха 1912 года относится к социально-политическим проблемам времен индустриализации, связанным с бедственным положением широких слоев общества. Бахаи стремятся принять активное участие в том, чтобы сделать процессы глобализации более справедливыми — и с экономической и с общественной точки зрения; например, такими вопросами занимается организация «Еuropean Baha’i Business Forum Архивная копия от 10 февраля 2015 на Wayback Machine».
11. Следует ввести вспомогательный язык и единый шрифт для всего мира. Уже Бахаулла подчеркнул необходимость языка, который сообща выбрали бы все народы мира, чтобы на нём можно было изъясняться всем без исключения. Этот язык следует выучить наряду с родным. Фактически, в сообществе Бахаи таким языком стал английский, который используется не только во всемирном центре Бахаи, но и на международных конференциях, итд.
12. Следует назначить всемирный суд. Несмотря на все пророчества Бахауллы, Бахаи не считают, что все локальные и глобальные конфликты в будущем решатся сами собой. Для разрешения таких конфликтов, по мнению Бахаи, требуется не только всемирный суд, но и полиция, признанная в международном масштабе, которая будет иметь право вмешиваться в конфликты, чтобы предотвратить насилие. В священных писаниях Бахауллы сказано: «Придет время, когда во всём мире поймут, что необходимо созвать всемирное всеобъемлющее собрание людей. Власть имущие со всей земли будут обязаны на нем присутствовать, участвовать в обсуждениях и найти пути и средства, чтобы заложить фундамент для мира во всём мире».